# Natalja Szubienkowa
Natalja Michajłowna Szubienkowa, ros. Наталья Михайловна Шубенкова (ur. 25 września 1957 we wsi Srosty w Kraju Ałtajskim) – rosyjska lekkoatletka, wieloboistka, uczestniczka letnich igrzysk olimpijskich w Seulu (1988). W czasie swojej kariery reprezentowała Związek Socjalistycznych Republik Radzieckich.

## Sukcesy sportowe
- trzykrotna mistrzyni ZSRR w siedmioboju – 1984, 1985, 1986[1]

| Rok  | Miasto    | Zawody               | Konkurencja | Wynik         |
| ---- | --------- | -------------------- | ----------- | ------------- |
| 1982 | Ateny     | mistrzostwa Europy   | siedmiobój  | 5. miejsce    |
| 1983 | Götzis    | mityng Hypo-Meeting  | siedmiobój  | 5. miejsce    |
| 1986 | Moskwa    | igrzyska dobrej woli | siedmiobój  | brązowy medal |
| 1986 | Stuttgart | mistrzostwa Europy   | siedmiobój  | srebrny medal |
| 1988 | Seul      | igrzyska olimpijskie | siedmiobój  | 4. miejsce    |

## Rekordy życiowe
| Dystans                         | Wynik   | Miasto i data        |
| ------------------------------- | ------- | -------------------- |
| siedmiobój                      | 6859    | Kijów 21/06/1984     |
| bieg na 200 metrów              | 23,57   | Kijów 20/06/1984     |
| bieg na 800 metrów              | 2:04,40 | Stuttgart 30/08/1986 |
| bieg na 100 metrów przez płotki | 12,93   | Kijów 20/06/1984     |
| skok wzwyż                      | 1,83    | Kijów 20/06/1984     |
| skok w dal                      | 6,73    | Kijów 21/06/1984     |
| pchnięcie kulą                  | 13,68   | Stuttgart 29/08/1986 |
| rzut oszczepem (stary model)    | 46,26   | Kijów 21/06/1984     |

Jej syn Siergiej Szubienkow był mistrzem świata i Europy w biegu na 110 metrów przez płotki.